# حانة الأقدار

الشاعر/ طاهر أبو فاشا (1908 – 1989)

حانة الأقدار قصيدة للشاعر طاهر أبو فاشا (1908 – 1989) الذي عرف باسم شاعر اللغة العربية الفصحى. جاءت القصيدة كأغنية لأم كلثوم في البرنامج الإذاعي «رابعة العدوية». كتب أشعاره طاهر أبوفاشا، ووضع ألحان أغانيه «رياض السنباطي، كمال الطويل، محمد الموجي»، وغنته «أم كلثوم»، وأخرج المسلسل عثمان أباظة، وبعد أن سُجل العمل بالفعل، عُرضت الحلقات على لجنة ضمت أم كلثوم، والتي رأت أن صوت الممثلة لا يتناسب مع صوتها عندما تغني، واقترحت أن يتم استبدالها بالفنانة سميحة أيوب، والتي كانت في خطواتها الأولى في عالم التمثيل، وسمعتها أم كلثوم وأٌعجبت بها.

أم كلثوم (1898 - 1975) أغنية "حانة الأقدار"

قال طاهر أبو فاشا: " كتبت 6 أغنيات عن حياة رابعة العدوية، وطلبت مني أم كلثوم أن أكتب موشحا فكتبت "حانة الأقدار"، وطلبت أن آئت بأبيات من شعر رابعة نفسها، وشعر رابعة موزع في كتب التراث فليس لها ديوان واحد، وأغلبه شعر مختلف النفس فتجد شعرًا قويًا وآخر ضعيف مما يقطع أن كثيرا منه محمول عليها، فلم أجد خيرا من أبياتها الخمسة "أحبك حبين"، ولكن هذه الأبيات لا تُكون قصيدة غنائية فأضفت إليها بيتين، وغنتها أم كلثوم».
خرجت الصورة الغنائية عازفة الناي «رابعة العدوية» للنور في عام 1955 وحققت نجاحاً مبهراً. بعد نجاح العمل إذاعياً تناوله المخرج حلمي رفله، وقام بإنتاجه سينمائيا، وأسند البطولة إلى عماد حمدي وفريد شوقي وحسين رياض وقامت بدور رابعة العدوية نبيلة عبيد، في أول بطولة سينمائية لها، وتم دمج أغاني أم كلثوم بأشعار أبوفاشا في الفيلم الذي أخرجه نيازي مصطفى وعرض في 10 فبراير 1963، ومن الطريف أن شارك الكاتب والشاعر طاهر أبو فاشا بالتمثيل في فيلم رابعة العدوية في الجزء الأخير عند توبة رابعة، وتوافد الناس إليها في الجبل، فكان هو الرجل الذي يتعجب من سحر رابعة للناس في أول حياتها بالجمال والنغم وكيف تسحرهم اليوم بالزهد والتقوى، وكان اسمه في الفيلم طاهر. وشارك في عدة مشاهد حتى صعدت روح رابعة إلى الخالق ليشهد أبو فاشا بعينيه ما طاف بخاطره وما كتبت يداه عن محبوبته عازفة الناي رابعة العدوية.

فيلم "رابعة العدوية" 1963

## كلمات القصيدة
حانة الأقدار عربدت فيها لياليها ودار النور والهوى صاح
هذه الأزهار كيف تسقيها وساقيها بها مخمور كيف يا صاح؟
سألت عن الحب أهل الهوى
سقاة الدموع ندامى الجوى
فقالوا حنانك من شجوه
ومن جده بك أو لهوه
ومن كدر الليل أو صفوه
سل الطير إن شئت عن شدوه
ففى شدوه لمسات الهوى
وبرح الحنين وشرح الجوى
أيكة الأطيار في أغانيها لشاديها على الأغصان ثورة الراح
يا غريب الدار مل بنا فيها نناجيها مع الندمان واترك اللاحي
ورحت إلى الطير أشكو الهوى
وأسأله سر ذاك الجوى
فقال: حنانك من جمره
ومن نهيه فيك أو أمره
ومن صحو ساقيه أو سكره
سلى الليل إن شئت عن سره
ففى الليل يبعث أهل الهوى
وفى الليل يكمن سر الجوى
دوحة الأسرار يا لياليها بواديها هنا يلقاك صبح افراح
دائر دوار في بياديها يساقيها على ذكراك بين أقداح
ولما طوانى الدجى والجوى
لقيت الهوى وعرفت الهوى
ففى حانة الليل خماره
وتلك النجيمات سماره
وهمس النسائم أسراره
وتحت خيام الدجى ناره
وفي كل شيء يلوح الهوى
ولكن لمن ذاق طعم الهوى

## معاني الكلمات
عربدت = ساء خلُقها، وآذت النَّاس
صاحِ = معافى - مستيقظ
صاح = صاحب أو صديق
الهوى = العِشقُ، ويكون في الخير والشر
ندامى = جمع نَدمان
الجوى = شدة العشق وما يورثه من حزن   
حنانك = رحمتك - عطفك
شجوه = حزنه
كدر = غم – كآبة – حزن
صفوه = صفاءه
شدوه = غنائه
برح = أمر مدهش معجب
أيكة = الشجر الكثيف الملتف
الأطيار = جمع الطير – جمع طائر
لشاديها = لمغنيها
الراح = الخمر
مل = قلب الشيء – أسرع في السير
نناجيها = نتضرع لها في دعاء حزين خاشع
الندمان = جمع النديم وهو الرفيق المصاحب
اللاحي = المخاصم أو اللائم
جمره = قطعة ملتهبة من النار
صحو = القدرة على التمييز بين الأشياء
ساقيه = من يصب الشراب
دوحة = المظلة العظيمة – الشجرة العظيمة المتشعبة
بواديها = بوادي جمع بادية وهي مساحة شاسعة تحيط بها الحقول
بياديها = بياد هي جمع بيداء وهي الصحراء
يساقيها = تناول الشراب
أقداح = جمع قدح وهو إناء يشرب به الماء أو الخمر
طواني = أخفاني ولفني
الدجى = الظلام
خماره = من يناوله الخمر
نجيمات = نجوم متناهية الصغر
سماره = ساهره
يلوح = يظهر

## لحن حانة الأقدار لمحمد الموجي
أخذ الموجي فرصته الحقيقية مع صوت أم كلثوم وتعامل مع شعر طاهر أبو فاشا، الذي امتاز في تلك القصيدة، بدرجة عالية ورفيعة من “الفنتازيا” الفنية الجريئة والجديدة، فترجم الموجي ذلك بقدر مواز من “الفنتازيا” اللحنية الجديدة والجريئة. قال الموجي في لقاء صحفي، أن أم كلثوم لم تخف مشاعر الغيظ عندما انتهى من إسماعها لحن «حانة الأقدار»، فبادرته بقولها: اللحن دا غايظني، فلما خاف الموجي سوء العاقبة، سألها: «ألم يعجبك اللحن، يا ست»، فردت بقولها: «بالعكس، إنه يغيظني لأني لم أجد فيه أي جملة قابلة للتعديل أو التبديل».

## نسخ من أغنية حانة الأقدار
قام عديد من الفنانين بتقديم نسخهم من أغنية حانة الأقدار منهم: ملحن الأغنية محمد الموجي – علي الحجار – سوزان عطية – هالة مالكي - محمد عساف - محمد المطيري - ياسمينا العلواني – هند يحيى – غالية بن علي – عماد حسنين  وغيرهم.

## تعليقات على القصيدة
جاء على موقع صحيفة الاتحاد الإماراتية في 8 فبراير 2018: "قال الباحث والمؤرخ سعدالله أغا القلعة (باحث في الموسيقى العربية) إن "حانة الأقدار" لها مذاق مختلف نصاً ولحناً، إذ أبدع الشاعر في تنويع قوافيها وأوزانها بشكل هندسي، وفق أساليب الموشحات الأندلسية، وصنف الفقرات الشعرية في مجموعتين، شكلت الأولى والثالثة والخامسة المجموعة الأولى، فيما شكلت الثانية والرابعة والسادسة المجموعة الثانية، وهو ما وجه الموجي إلى تشكيلٍ لحني آخاذ، تنوعت فيه الإيقاعات والمقامات والجمل اللحنية وتفاعلت، بما عبر تماماً عما قصده الشاعر من قصيدته التي جاءت في ست فقرات شعرية، تناوبت فيها الأوزان والقوافي، بشكل مبدع، وجد أساساً في الموشحات الأندلسية. وأشار إلى أن الموجي خطط لحنه ببراعة جديرة تليق بالتعاون مع أم كلثوم، فجعل لكل فقرة شعرية لحنا خاصا يمهد لمقام ل\الفقرة التالية، وجعل اللحن يتصاعد تدريجياً، وصولاً إلى ذروة لحنية في الفقرة السادسة قبيل الختام والتي تقول كلماتها: ولما طواني الدجى والجوى، لقيت الهوى وعرفت الغَوى، ففي حانة الليل خمّارُه، وتلك النجيمات سمّارُه، وهمس النسائم أسرارُه، وتحتَ خيام الدجى نارُه، وفي كل شيء يلوح الهوى، ولكن لمن ذاق طعم الهوى. كما جعل الإيقاع يتسارع مع تتالي الفقرات، ليعود فيهدأ عند تكرار الفقرة الشعرية الأولى في ختام الأغنية، إذ قرر إعادتها لإغلاق اللحن، واتبع ما سمي "مراسيم زرياب في الغناء" في الأندلس، من ضرورة تسارع الإيقاعات وتصاعد الألحان، ضمن مسار اللحن حتى الختام.
كتب محمد الجوادي على موقع الجزيرة: «في قصيدة» حانة الأقدار«... تتجلى قدرة الشاعر طاهر أبو فاشا علي التعبير عن تراسل المعاني الحسية مع المعنويات في التعبير عن حال الإنسان في حيرته المتجددة بين الماديات، وبحثه عن حقيقة الإيمان الراسخ في داخله».
كتب الشاعر "أحمد عبد المعطي حجازي": “صوفية أبو فاشا في "حانة الأقدار" وصلت لأعلى مستوياتها.. لقد كتبت مقالا عن الموشح قلت فيه إن حانة الأقدار هي أبدع ما قيل في الموشح الصوفي، الذي اعتلى به أبو فاشا الأمكنة وأزمنة عالية استطاع أن يخرج بالعشق الإلهي لمراتب ومصاف نخبته، حيث يحول شعر الحب والخمر إلى شعر صوفي، فالخمر هي الخمرة الإلهية، وشعر الحب الذي تحول الشعر العشق الإلهي وحانة الأقدار رمز من رموز العشق الإلهي تفسر هذا التفسير الصوفي. وهو كما رأيناه لدى ابن الفارض والحلاج وابن عربي والسهروردى، حيث تزاوج الإنسانية بالأشواق الإلهية مما أعطى التناول بعداً عميقاً، أحد بواعثه استرواح الروح المصرية الصميمة. ولننظر لهذه الأبيات الصوفية العرفانية.. وأبو فاشا الزاخر بكل ما هو إنساني ليتحدث للهواء لليل للسماء لكل ما حوله حتى إنه حاور الطير في حالة عشق غير منطقية لا حساب لها سوى الانغماس في مشاعر الهوى الخلاقة.. وهكذا يكون أبو فاشا أحد الهائمين في فضاء العشق الإلهي، حيث يضخ عشقه بقوة في "رابعة العدوية" مما يؤكد عزفه على أوتار الصوفية التي كانت تروق له وتجد صدى في فؤاده".
كتب شريف صالح على موقع إندبندنت عربية: «تغني أم كلثوم» حانة الأقدار/ عربدت فيها لياليها/ ودار النور/ والهوى صاحي«، استدرج الشاعر طاهر أبو فاشا جمهور» الست«إلى صورة الحانة وليلها وروادها، مع مسحة ميتافيزيقية لا تخفى».

## وصلات خارجية
- حانة الأقدار
- حانة الأقدار
- حانة الاقدار على يوتيوب
- حانة الاقدار على يوتيوب
- حانة الاقدار على يوتيوب
- حانة الاقدار على يوتيوب
- حانة الاقدار على يوتيوب
- حانة الاقدار على يوتيوب